# عنکبوت گردباف آتریکا
عنکبوت گردباف آتریکا (نام علمی: Zygiella atrica) نام یک گونه از تیره عنکبوت‌های گردباف است.